# Àngels Cardona Castro
Ángeles Cardona Castro, de casada Ángeles Cardona de Gibert (Tarragona, 3 de setembre de 1923 - Barcelona, 5 de febrer de 2011) va ser una escriptora, traductora, poetessa, romanista i pedagoga catalana.

## Biografia
Va estudiar Filologia germànica i es va doctorar en Filologia romànica. Durant molts anys va ser professora i catedràtica de llengua i literatura espanyoles en ensenyaments mitjans i després va ser professora a la Universitat de Barcelona en la Delegació de Tarragona. Va estar vinculada a la Universitat de Navarra com a professora associada de Llengua i Literatura espanyoles i Teoria de la literatura. Va traduir al castellà a Voltaire, Maquiavel, Beaumarchais i Carlos Duarte y Montserrat, i ha participat en nombroses obres col·lectives sobre història de la literatura i crítica literària. També va publicar la biografia Salvat Papasseit (1995) i, amb Javier Fages, l'estudi La innovación teatral del barroco (1981).
En 1983 surt a la llum el seu primer poemari, Poemas de mi muerte joven, després del qual va publicar Oratorio (1987), Segundo oratorio (1988), El libre del alba (1991), Aunque haya niebla (1992), Segundo libro del alba (1994), Conversaciones con los ángeles (1998) etcètera. El 1995 va rebre el Premi Vila de Martorell de poesia pel seu primer llibre en català, Miratge d'amor (1996), que li va fer escriure més poesia en català; va publicar L'any transfigurat (1997), Gènesi: els quatre elements (1998), La fosca (2000), Els veus del riu (2001), El foc (2002), L'esperit de la muntanya (2002), Espurnes (2004) i Esgarrinxades (2006). Als 82 anys va publicar la seva primera novel·la, El cavall: història viscuda (2007), seguida de Pels camins i els dreceres (2007) i El capellà (2009).
Va sobreviure a la mort de les seues dues filles i el seu marit i va presidir el capítol barceloní de l'Acadèmia Iberoamericana de Poesia; va realitzar unes cinquanta edicions escolars de diversos clàssics de les literatures romanços per a l'Editorial Bruguera, a les quals va anteposar estudis crítics, per exemple La divina comèdia de Dante Alighieri, La Celestina de Fernando de Rojas, el teatre de Leandro Fernández de Moratín i el Martín Fierro de José Hernández. Per a aquestes edicions va recórrer a vegades a diversos col·laboradors, per exemple a Joaquín Rafel i Fontanals. També ha escrit llibres de text de la seua especialitat.

## Algunes obres

### Llibres de viatges
- Una semana en Passau (Seuba Ediciones, 1993)

### Biografies
- Joan Salvat Papasseit (1995)

### Estudis
- Con Javier Fages, La innovación teatral del barroco (1981).
- La narrativa hispanoamericana en el siglo XX, Universitat de Navarra, 1992

### Poesia

#### En castellà
- Poemas de mi muerte joven, 1983.
- Oratorio (1987)
- Segundo oratorio (1988)
- El libro del alba (1991)
- Aunque haya niebla (1992)
- Segundo libro del alba (1994)
- Conversaciones con los ángeles (1998)

#### En català
- Miratge d'amor (1996)
- L'any transfigurat (1997)
- Gènesi: els quatre elements (1998)
- La fosca (2000)
- Els veus del riu (2001)
- El foc (2002)
- L'esperit de la muntanya (2002)
- Espurnes (2004)
- Esgarrinxades (2006).

### Narrativa
- El cavall: història viscuda (2007)
- Pels camins i els dreceres (2007)
- El capellà (2009).

### Vària
- Manual de ortografía moderna, Bruguera, 1972
- A la ortografía por la gramática: (prácticas y ejercicios), Barcelona: PPU, 1987
- Teoría y práctica de análisis de textos poéticos: (comentario resuelto de catorce poemas, de la Edad Media a nuestros días), Barcelona: Promociones y Publicaciones Universitarias, 1989